# Ava Inferi
Ava Inferi (с лат. — «Птичка преисподней») — португальская группа, играющая музыку в стиле готик-метал и дум-метал. Была образована в 2005 году норвежским гитаристом Руне Эриксеном после его ухода из Mayhem. Главная вокалистка — Кармен Сузана Симойниш (Carmen Susana Simões), известная участием в дарквейв группе Aenima.
Музыка глубокая, меланхоличная, есть много мотивов из традиционной португальской музыки, например фаду.

## Состав
- Кармен Сузана Симойнш (порт. Carmen Susana Simões) — вокал
- Руне Эриксен (норв. Rune Eriksen) — гитара
- Жайме С. Феррейра (порт. Jaime S. Ferreira) — бас-гитара
- Жуан Замора «Бандидо» (порт. João Samora „Bandido“) — ударные
- Даниэл Кардозу (порт. Daniel Cardoso) — фортепиано (сезонный)

## Дискография

### Альбомы
- 2006 — Burdens
- 2007 — The Silhouette
- 2009 — Blood of Bacchus
- 2011 — Onyx

### Видеоклипы
- A Dança Das Ondas
- Last Sign of Summer
- Majesty
- The Living End